# Semi-marathon de Poznań
Le semi-marathon de Poznań (en polonais: Poznań Półmaraton) est une épreuve de course à pied d'une distance de 21,097 km dans la ville de Poznań, en Pologne. Elle est organisée par Poznańskie Ośrodki Sportu i Rekreacji abrégé POSiR.

## Histoire

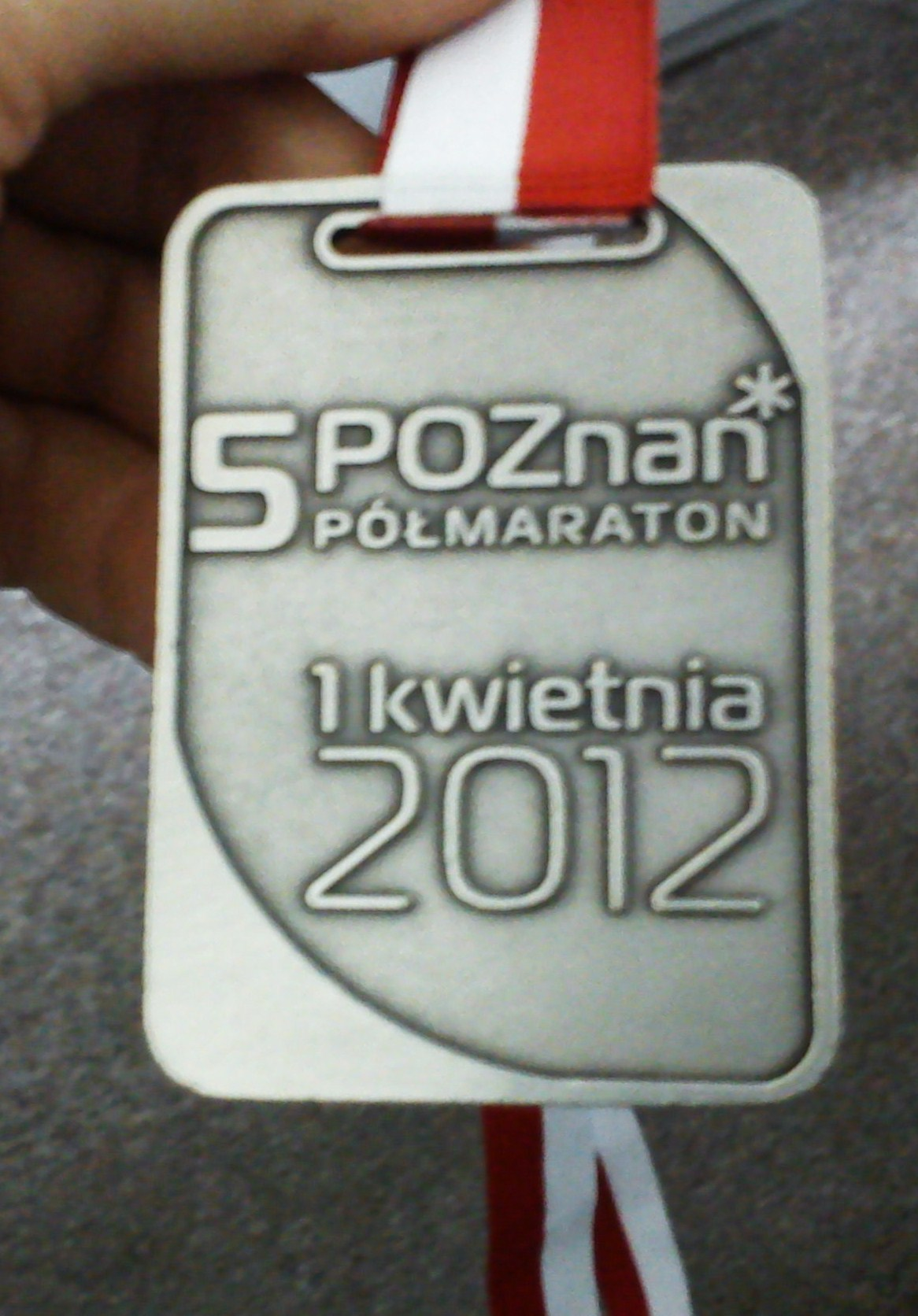
Médaille de l'édition 2012

La première édition a eu lieu le 6 avril 2008.
Le 12 avril 2015, le couple polonais Ochal, s'impose dans leur catégorie respective. Paweł dans le temps de 1 h 8 min 6 s et Olga dans le temps de 1 h 14 min 34 s. Chez les hommes, c'est la première fois depuis la création, que l'épreuve est remportée par un non-Kényan.
Le 26 mars 2017, la Polonaise Karolina Nadolska établit le nouveau record féminin national du semi-marathon ainsi que le record féminin de l'épreuve.

## Vainqueurs
| Année                                                                  | Hommes                 | Pays     | Temps           |                      | Femmes  | Pays                 | Temps |
| 2008                                                                   | Nathan Soimo           | Kenya    | 1 h 05 min 59 s | Karolina Jarzyńska   | Pologne | 1 h 12 min 33 s      |       |
| 2009                                                                   | Boniface Nduva         | Kenya    | 1 h 04 min 30 s | Gladys Otero         | Kenya   | 1 h 14 min 28 s      |       |
| 2010                                                                   | Cosmas Kyeva           | Kenya    | 1 h 02 min 32 s | Helah Kiprop         | Kenya   | 1 h 13 min 03 s      |       |
| 2011                                                                   | Dennis Mwanzia Musau   | Kenya    | 1 h 03 min 14 s | Eunice Cheyech Kales | Kenya   | 1 h 12 min 54 s      |       |
| 2012                                                                   | Solomon Kiptoo         | Kenya    | 1 h 02 min 00 s | Lucy Macharia        | Kenya   | 1 h 10 min 26 s      |       |
| 2013                                                                   | Martin Mukule          | Kenya    | 1 h 03 min 29 s | Lucy Macharia        | Kenya   | 1 h 11 min 10 s      |       |
| 2014                                                                   | Kangogo Mark Kibiwott  | Kenya    | 1 h 02 min 43 s | Lucy Macharia        | Kenya   | 1 h 11 min 32 s      |       |
| 2015                                                                   | Paweł Ochal            | Pologne  | 1 h 08 min 06 s | Olga Ochal           | Pologne | 1 h 14 min 34 s      |       |
| 2016                                                                   | Daniel Muteti          | Kenya    | 1 h 03 min 43 s | Teresa Kwamboka      | Kenya   | 1 h 14 min 31 s      |       |
| 2017                                                                   | Marcin Chabowski       | Pologne  | 1 h 03 min 15 s | Karolina Nadolska    | Pologne | 1 h 09 min 53 s (NR) |       |
| 2018                                                                   | Szymon Kulka           | Pologne  | 1 h 04 min 33 s | Ruth Chemisto Matebo | Kenya   | 1 h 15 min 50 s      |       |
| 2019                                                                   | Misganow Sijiyas Abate | Éthiopie | 1 h 02 min 29 s | Lilian Jelagat       | Kenya   | 1 h 11 min 12 s      |       |
| 2020 : édition annulée en raison de la pandémie de Covid-19 en Pologne |                        |          |                 |                      |         |                      |       |

 Record de l'épreuve